# Straits Settlements
Straits Settlements ("Osady/Kolonie nad Cieśninami" Malakka i Singapurską) – dawne brytyjskie terytorium zależne w Azji Południowo-Wschodniej, sformowane w 1826 roku z posiadłości Brytyjskiej Kompanii Wschodnioindyjskiej rozproszonych wzdłuż zachodniego wybrzeża Półwyspu Malajskiego – Penangu, Malakki i Singapuru. Po rozwiązaniu kompanii, w 1858 roku administrację nad terytorium przejęły Indie Brytyjskie, a od 1867 roku podlegało ono bezpośrednio Koronie brytyjskiej.
W 1874 roku do terytorium przyłączono Dinding (w 1934 roku odstąpiony Sfederowanym Stanom Malajskim), w 1886 roku Wyspy Kokosowe, w 1900 roku Wyspę Bożego Narodzenia, a w 1906 roku Labuan.
Podczas II wojny światowej terytorium okupowane było przez Japończyków. Wkrótce po zakończeniu wojny, w 1946 roku zostało ono rozwiązane. Singapur (wraz z Wyspami Kokosowymi i Wyspą Bożego Narodzenia) stał się samodzielną kolonią, Penang i Malakka przyłączone zostały do Związku Malajskiego, a Labuan do Borneo Północnego.